# 24974 Macúch
(24974) Macúch, denumire internațională (24974) Macuch, este un asteroid din centura principală de asteroizi.

## Descriere
24974 Macúch este un asteroid din centura principală de asteroizi. A fost descoperit pe 21 aprilie 1998 la Modra de Peter Kolény și Leonard Kornoš. Asteroidul prezintă o orbită caracterizată de o semiaxă mare de 2,20 ua, o excentricitate de 0,23 și o înclinație de 6,7° în raport cu ecliptica.